# José San Pastor
José San Pastor (4 de febrero de 2002) es un deportista de España que compite en atletismo. Ganó una medalla de bronce en el Campeonato Mundial de Atletismo Sub-20 de 2021, en la prueba de decatlón.